# Sisakos csupaszfejű-mézevő
A sisakos csupaszfejű-mézevő (Philemon buceroides) a madarak osztályának a verébalakúak (Passeriformes) rendjébe, ezen belül a mézevőfélék (Meliphagidae) családjába tartozó faj.
A magyar név forrással nincs megerősítve.

## Előfordulása
Ausztrália, Indonézia és Kelet-Timor területén honos. A természetes élőhelyek szubtrópusi vagy trópusi száraz erdők, szubtrópusi vagy trópusi nedves síkvidéki erdők, és a szubtrópusi vagy trópusi mangroveerdők.

## Alfajai
- Philemon buceroides ammitophilus Schodde, I. J. Mason & McKean, 1979
- Philemon buceroides aruensis (A. B. Meyer, 1884)
- Philemon buceroides brevipennis Rothschild & Hartert, 1913
- Philemon buceroides buceroides (Swainson, 1838)
- Philemon buceroides gordoni Mathews, 1912
- Philemon buceroides jobiensis (A. B. Meyer, 1874)
- Philemon buceroides neglectus (Buttikofer, 1891)
- Philemon buceroides novaeguineae (S. Muller, 1843)
- Philemon buceroides subtuberosus Hartert, 1896
- Philemon buceroides tagulanus Rothschild & Hartert, 1918
- Philemon buceroides trivialis Salomonsen, 1966
- Philemon buceroides yorki Mathews, 1912

## Megjelenése
Testhossza 32-36 centiméter.

## Életmódja
Nektárral és gyümölcsökkel táplálkozik, de fogyaszt rovarokat is.

## Külső hivatkozások
- Képek az interneten a fajról[halott link]
- Internet Bird Collection - videók a fajról. [2011. május 9-i dátummal az eredetiből archiválva].
- Xeno-canto.org - a faj hangja és elterjedési területe[halott link]